# أحمد بن علي الجنيد
أحمد بن علي الجنيد (1197 - 1275 هـ) عالم دين ومصلح اجتماعي من كبار الشخصيات الحضرمية في زمانه. كانت له صدارة وزعامة دينية واجتماعية بمدينة تريم. وكان يتولى رئاسة المجالس الخاصة والعامة، وكذا الوعظ والإرشاد في المجالس الدينية. وكانت له اليد الطولى في علم الحديث ورجال السند، وفي السير والتاريخ وأنساب العرب. بالإضافة إلى دوره البارز في السياسة الحضرمية، وبذله الأموال الطائلة في خدمة الوطن وإصلاح الوضع الحضرمي.

## نسبه
أحمد بن علي بن هارون بن علي بن الجنيد بن علي بن أبي بكر الجنيد بن عمر بن عبد الله الصالح بن هارون بن حسن بن علي بن محمد جمل الليل بن حسن المعلم بن محمد أسد الله بن حسن الترابي بن علي بن الفقيه المقدم محمد بن علي بن محمد صاحب مرباط بن علي خالع قسم بن علوي بن محمد بن علوي بن عبيد الله بن أحمد المهاجر بن عيسى بن محمد النقيب بن علي العريضي بن جعفر الصادق بن محمد الباقر بن علي زين العابدين بن الحسين السبط بن الإمام علي بن أبي طالب، والإمام علي زوج فاطمة بنت محمد ﷺ.
فهو الحفيد 33 لرسول الله محمد ﷺ في سلسلة نسبه.

## مولده ونشأته
ولد بمدينة تريم، بحي النويدرة منها، في حضرموت سنة 1197 هـ، وتربى تحت نظر ورعاية والده علي بن هارون الجنيد، ووالدته علوية بنت أبي بكر بن سالم عيديد، وقد ربياه تربية دينية، وغرسا فيه حب الخير والعلم. فنشأ عابدا طائعا ملازما لمجالس العلم والعلماء منذ صغره. استهل حياته العلمية بالقرآن الكريم قراءة وحفظا، كما هي عادة أسلافه العلويين، فقد ألحقه والده بمعلامة الحبيب عبد الله بن شيخ العيدروس المعروفة بمعلامة باغريب، فدرس القرآن وحفظه على يد الشيخ محمد بن عبد الله باغريب، وابنه أبي بكر. ثم بدأ بطلب العلم على علماء تريم وحضرموت، وهم في ذلك العصر كثيرون، فتلقى كثيرا من الفنون والمعارف على اختلافها، من شرعية ولغوية وعقلية، كالتفسير والحديث والفقه والنحو والفلك والمنطق والتجويد وعلم القراءات والقراء ورواتهم وغير ذلك. وحفظ كثيرا من المتون المختصرة والمطولة، كالإرشاد والألفية وغيرها.
وقد اعتنى به مشايخه وأساتذته اعتناء تاما، وصرفوا إليه اهتمامهم لما لمسوه فيه من ميزات خاصة، وفهم ثاقب، وذاكرة قوية، حتى تأهل لأن يعتلي منصة التدريس والإفادة والإرشاد، وانتهت إليه الصدارة والزعامة الدينية والاجتماعية بتريم.

## رحلاته
كانت له رحلات متعددة في داخل حضرموت وخارجها، ولقد طاف بأكثر جزيرة العرب. وكانت رحلاته منها ما هو للاكتساب والسعي على والديه، وذلك في أوائل شبابه، وقبل أن يترعرع أحد من إخوته. ولما كبر أخوه عبد الله كفاه مئونة المعيشة، فصار يسافر للعلم خاصة. ولما رأى علم التجويد والقراءات قد ضعف أمره في حضرموت، سافر إلى صنعاء اليمن، وأخذ عمن بها، وأتقن ذلك إتقانا جعله أساس انتشاره في حضرموت، وتجديده بعد اندثاره، كما شهد له بذلك علماء عصره.

## تصدره للتدريس
بعد أن نهل من مناهل العلم والمعرفة بتريم وغيرها، جلس على منصة الإفادة والتدريس، ووفد إليه الطلبة من كل أنحاء تريم وضواحيها، للأخذ منه، فعقد دروسه الخاصة والعامة، وانتفع به جملة، وتخرج على يديه كثير من الطلبة. وكان في أول أمره، وهو ساكن بالنويدرة، يعقد درسا في مسجد الشيخ محمد بن عبد الله الصويلح باهارون، يوميا من بعد صلاة الفجر إلى بُعيد الإشراق. وكان درسه هذا في الفقه وأصول الدين. ويعقد درسا آخر بعد صلاة الظهر إلى العصر، في مسجد الشيخ حسين بن عبد الله العيدروس، في الحديث. وكان هذا الدرس يتصدره قبله شيخه الحبيب أحمد بن محمد الحبشي. وفي سنة 1235 هـ سافر شيخه إلى جاوة، وأمره أن يقيم الدرس نيابة عنه، فأقامه واستمر على ذلك.
ولما انتقل من النويدرة وسكن الحوطة بتريم ترك درس ما بعد صلاة الصبح، وصار يعقد درسا في بيته بعد الإشراق إلى وقت الضحى، ورتب درسا آخر بعد صلاة الظهر إلى العصر في مسجد باعلوي في الحديث، وهو درسه الذي يعقده في مسجد الشيخ حسين العيدروس نقله إلى مسجد باعلوي. واستمر على هذا إلى أن انتقل إلى بلدة الغرف عندما استولى آل كثير على تريم، فرتب دروسه التي يعتادها في الغرف أيضا. ثم عاد إلى تريم، وقد مكث في الغرف نحو سنتين، أعاد تلك الدروس التي يعتادها من قبل في بيته، وفي مسجد باعلوي، واستمر على ذلك إلى أن علاه الكبر، وكف بصره، وضعفت قواه، فترك الدروس، ورتب درسا كل يوم بعد العصر إلى قرب الغروب في فناء بيته. ورتب درسا آخر عاما، لكل الناس بعد الإشراق إلى الضحى يوم الأربعاء من كل أسبوع في مسجد الجامع بتريم. وكان في هذا الدرس يميل كثيرا إلى الوعظ والإرشاد، لأن أكثر من يحضره العوام، ورجال السلطة والنفوذ من السلاطين وجنودهم.

## شيوخه
أما مشايخه وأساتذته الذين تلقى منهم، وأخذ عنهم، وتخرج بهم، فهم كثير لأنه كان لشغفه بالعلم حريصا على الاتصال بأهل العلم والفضل، وإذا نزل ببلد بحث عمن بها من العلماء وأهل المعرفة، فيتحصل بهم، ويقتبس من معارفهم، فمنهم:
| - محمد بن عبد الله باغريب - أبو بكر بن محمد باغريب - علوي بن محمد المشهور - عبد الرحمن بن علوي صاحب البطيحاء - حامد بن عمر المنفر - عبد الرحمن بن حامد المنفر - علوي بن أحمد الحداد - عبد الله بن أبي بكر عيديد | - عبد الرحمن بن عبد الله بافرج - عبد الله بن علي بن شهاب الدين - أحمد بن محمد الحبشي - أبو بكر بن عبد الله بنحسن - علي بن محمد باحسين - عمر بن محمد مولى خيلة - أبو بكر بن عبد الله الهندوان - عبد الله بن حسين بلفقيه - حسين بن عبد الله جمل الليل | - طاهر بن حسين بن طاهر - عبد الله بن حسين بن طاهر - عمر بن سقاف السقاف - سقاف بن محمد الجفري - عبد القادر بن محمد الحبشي - محمد بن أحمد بن جعفر الحبشي - هاشم بن علي بن جعفر الحبشي - حسن بن صالح البحر - أحمد بن عمر بن سميط | - محمد بن جعفر العطاس - سليمان بن محمد الأهدل - عبد الرحمن بن سليمان الأهدل - عبد الله بن محمد بن إسماعيل الأمير - محمد بن علي الشوكاني - علوي بن عبد الله مدهر - علي بن محمد البيتي - علوي بن حسن مدهر |

## تلاميذه
له تلاميذ كثيرون، لا سيما وهو رحالة، وكلما دخل بلدا من البلدان، سواء كان بالداخل أو بالخارج، أقبل عليه الناس، وخاصة طلبة العلم، نذكر منهم:
| - ابنه عبد الرحمن السقاف بن أحمد الجنيد - عبد الرحمن بن محمد المشهور - عيدروس بن علوي العيدروس - عمر بن حسن الحداد - عبد الله بن أحمد بلفقيه - حامد بن عمر بافرج - علي بن عيدروس بن شهاب الدين - محمد بن شيخ باحسن - حسين بن أحمد العيدروس | - عبيد بن سالم بن عميّر باسالم - علي بن عبد الرحمن بن سهل - علوي بن عبد الرحمن المشهور - أحمد بن محمد الكاف - أحمد بن عبد الله بكري الخطيب - فضل بن عبد الرحمن بافضل - عبد الرحمن بن أحمد بافضل - عبد الله بن مصلح الخراساني - علي بن سالم بن الشيخ أبي بكر بن سالم | - رضوان بن أحمد بافضل - علوي بن علي الهندوان - عقيل بن عبد الله بن يحيى - عبد القادر بن أحمد بن طاهر - هادي بن حسن السقاف - علوي بن عبد الرحمن السقاف - محمد بن حسين الحبشي - عيدروس بن عمر الحبشي - عبد الله بن طه الحداد | - عيدروس بن حسين العيدروس - عمر بن محمد بن سميط - سالم بن عبد الله بن سمير - محمد عبدون باشراحيل - صالح بن عبد الله العطاس - أبو بكر بن عبد الله العطاس - أحمد بن محمد المحضار - محمد بن عبد الله باسودان - حسين بن أحمد البار |

## دوره السياسي
منيت حضرموت في القرن الثالث عشر الهجري بالفوضى القبلية، نتيجة لعدم وجود حكومة منظمة، تحكم وادي حضرموت كله، بل كان الواقع أن كل قرية تحكمها قبيلة من القبائل المسلحة. ثم إن هذه القبائل بمجموعها مسترسلة في الحروب والاعتداءات، فكل قبيلة تعتدي على المجاورة لها، طمعا في القضاء عليها. فأصبح وادي حضرموت ميدانا للصراع القبلي، فتفشى فيه الظلم والفساد، واختل الأمن، وكثر الاعتداء على الأنفس والأموال. فكان سكان الوادي وأعيانه، وفي مقدمتهم رجال الدين من العلويين وغيرهم، ساخطين على هذه الفوضى. فكانوا يسعون ويبذلون جهودا كبيرة لتصحيح الوضع في الوادي حتى يستتب الأمن، وكانوا يرون أنه لا يصلح الوضع، إلا بإقامة دولة موحدة قوية شاملة لوادي حضرموت كله.
ولما قام السيد طاهر بن حسين بن طاهر بنهضته المشهورة، ودعا إلى حمل السلاح، وبايعه أعيان الشعب بحضرموت الداخل سنة 1220 هـ، كان أحمد الجنيد من أوائل المبادرين إلى مبايعته ومساعدته بالأموال الطائلة، كغيره من بقية إخوانه من الحضارمة. وكانوا يقصدون من وراء ذلك إقامة دولة إسلامية تحت ظل الشريعة الإسلامية. ولكن لم تنجح مساعيهم، وفشلت هذه النهضة، بل لاقوا في سبيل ذلك الأذى الشديد، من قتل وسجن ونهب وترويع. فقد سجن أحمد الجنيد مرات، ونهب ماله، وقتل خاله سالم بن أبي بكر عيديد، واضطر بعض من جماعته للهجرة من حضرموت، لتمادي الفتن والاعتداءات من قبل القبائل المسلحة.
ولما قامت الثورة الكبرى سنة 1265 هـ ضد حكام تريم وسيئون وضواحيها، كان أحمد الجنيد في طليعة القائمين بها، وشارك فيها مشاركة فعالة، فكانت نهايتها النصر، وشرى حكم تريم السياسي من عبد الله بن عوض غرامة اليافعي، للسلطان غالب بن محسن الكثيري. ولما استلم السلطان غالب مقاليد حكم تريم، واستقر له الأمر بها، التف حوله الحضارمة، وقاموا معه وأخذوا بيده في كل الأمور. وقام أحمد الجنيد بمساعدته ومساندته، ونادى إخوته من أثرياء الحضارمة بالمهجر، أن يمدوا للسلطان غالب يد العون بالمال وغيره، فكان شقيقه عمر الجنيد من سنغافورة أول من سارع إلى مساعدته، فساعده بعدد من العبيد والمماليك، وبمبلغ ضخم من المال، وبكمية كبيرة من الأسلحة. وصار السلطان غالب يتردد إلى أحمد الجنيد، ويحرص على حضور مجالسه ودروسه.

## ثروته
كان من أهل الثروة الواسعة، وأكثر ثروته جمعها من حضرموت. وكان شقيقه عمر يرسل له سنويا من سنغافورة خمسمئة ريال فرانصه، وشقيقه عبد الله يرسل له من صنعاء سنويا مئة ريال فرانصه. وكان أكثر اعتماده على الزراعة، فكان مزارعا مشهورا، وله مزارع في أكثر حضرموت، امتدت إلى السوم والخون شرقا، وإلى بيت مسلمة جنوبا. ولم يترك الزراعة حتى وقت شيخوخته، وكان أكثر زراعته النخيل.

## مآثره
له آثار عمرانية كثيرة، لأنه كان مولعا بالآثار السلفية، وإحياء ما اندثر منها. فلهذا أحيى كثيرا من مآثر السلف، من زواياهم ومساجدهم، فمما عمّره من المساجد: مسجد السقاف، ومسجد العيدروس، ومسجد شيخ بن عبد الرحمن عيديد، ومسجد صيبع، ومسجد دحمان، ومسجد بقرية القوز، ومسجد عبد الرحمن السقاف بقرية السوم.
ومما عمّره من المآثر الأخرى: زاوية فضل بامقاصير، وزاوية سعد بن علي مذحج الواقعة في مسجد سرجيس، وسقيفة الفقيه المقدم بتربة زنبل وأصلح الأساس المحيط بالتربة كلها. ولشدة ولعه بالآثار فإنه اجتهد حتى امتلك كثيرا من البيوت الأثرية؛ منها دار الفقيه المقدم، ودار الإمام السقاف، ويروى أنه امتلك نحوا من خمسة عشر بيتا من بيوت السلف.

## مؤلفاته
مما هو معروف من مؤلفاته ثلاثة كتب، هي:
- «الدر المزهر شرح قصيدة مدهر»
- «العقد الفريد شرح باكورة الوليد»
- «مرهم السقيم في ترتيب زيارة تربة تريم»

## وفاته
توفي ليلة الخميس، مساء عيد الفطر، سنة 1275 هـ، ودفن صباح تلك الليلة بتربة زنبل المعروفة، عند آبائه وأقاربه.

### استشهادات
1. ↑  المشهور، عبد الرحمن بن محمد (1404 هـ). شمس الظهيرة (PDF). جدة، المملكة العربية السعودية: عالم المعرفة. ج. الجزء الثاني. ص. 515. مؤرشف من الأصل (PDF) في 1 مايو 2020. {{استشهاد بكتاب}}: تحقق من التاريخ في: |تاريخ= (مساعدة)
2. ↑  المشهور، أبو بكر بن علي. لوامع النور. صنعاء، اليمن: دار المهاجر. ج. الجزء الأول. ص. 184.
3. ↑  زبارة، محمد بن محمد بن يحيى (1348 هـ). نيل الوطر من تراجم رجال اليمن في القرن الثالث عشر. القاهرة، مصر: المطبعة السلفية ومكتبتها. ج. الجزء الأول. ص. 167. {{استشهاد بكتاب}}: تحقق من التاريخ في: |تاريخ= (مساعدة)
4. ↑  الحبشي، عيدروس بن عمر (1430 هـ). عقد اليواقيت الجوهرية. تريم، اليمن: دار العلم والدعوة. ج. الجزء الأول. ص. 534. {{استشهاد بكتاب}}: تحقق من التاريخ في: |تاريخ= (مساعدة)